# James Manos, Jr.
James Manos, Jr. é um roteirista e produtor de televisão estadunidense.

## Biografia
James recebeu o diploma de diretor de teatro pela Universidade Colgate em Hamilton, Nova Iorque, e mais tarde também na Real Academia de Arte Dramática, Londres, Inglaterra. Estudou teatro e mais tarde deu aulas de teatro em Nova Iorque.
Quando jovem, foi um jogador de destaque no basquete da Poly Prep Country Day School, no Brooklyn, Nova Iorque. [carece de fontes?]

## Carreira

### Teatro
Já dirigiu inúmeras peças regionalmente e em Nova Iorque, incluindo as peças "The Disposal" (Inge), "Vatzlav" (Sławomir Mrożek), "The Lesson" (Eugène Ionesco), "The Doctor in Spite of Himself" (La Troupe de Molière), "Some Kind of Love Story" (Arthur Miller) e "Women in Theater", escrita por ele próprio, com Lauren Vélez. 

### Filmes
Em 1993 produziu com sucesso o filme The Positively True Adventures of the Alleged Texas Cheerleader-Murdering Mom, estrelado por Holly Hunter e Beau Bridges, para a HBO.[carece de fontes?] O filme foi indicado a seis Emmys e ganhou três.  Além disso, ele ganhou o prêmio Cable Ace de Melhor Filme do ano.
Produziu o aclamado Apollo 11 (1996) onde também atuou, e The Ditchdigger's Daughters (1997), que foi indicado para três prêmios Cable Ace, incluindo Melhor Filme.[carece de fontes?]

### Series
Manos trabalhou como co-produtor e escritor, em 1999, da primeira temporada de The Sopranos (no Brasil, Família Soprano e em Portugal, Os Sopranos). No mesmo ano, ganhou um Emmy Award de Primetime Emmy Award de melhor roteiro em série dramática, por seu trabalho no episódio "College". O prêmio foi dividido com seu co-escritor e também criador da série, David Chase.
Entre 2002 e 2003 completou duas temporadas como consultor de produção na série The Shield.
Em 2006 desenvolveu, escreveu e produziu série dramática Dexter, para a Showtime.